# بزقوچ سفلی
بزقوچ سفلی / بزقوچ پایین روستایی است در دهستان کاهشنگ از توابع بخش مرکزی شهرستان بیرجند، واقع در استان خراسان جنوبیکه بر پایه سرشماری عمومی نفوس و مسکن در سال ۱۳۹۵ جمعیت آن ۱۸ نفر (در ۸ خانوار) بوده‌است.